# Sigyn
Sigyn ou Sigunn (nórdico antigo: moça vitoriosa) é uma deusa Æsir da mitologia nórdica, segunda esposa de Loki, com quem teve dois filhos: Narfi e Vali. Sigyn, deusa da fidelidade e constância, honrada como um dos Rökkr (deuses do submundo e mudança), é mãe de Narvi ou Nari e Váli. Sigyn é mencionada em Eda poética, compilada no século XIII a partir de fontes históricas, e na Eda em prosa, escrita no século XIII por Snorri Sturluson. Na Eda poética, existe pouca informação sobre Sigyn para além da sua atribuição na ajuda a Loki, enquanto este se encontrava em cativeiro. Na Eda em prosa, Sigyn está associada ao seu mito na ajuda do seu marido no tempo em que esteve aprisionado. Nele, Sigyn utiliza recipiente para recuperar o veneno da serpente, que pinga sobre o rosto do seu marido acorrentado, com a intenção de aliviar o seu sofrimento. Todavia, Sigyn vê-se obrigada a esvaziar regularmente o recipiente sempre que este enche por completo, deixando por breves momentos que o veneno caia sobre Loki. A dor que lhe provoca o veneno faz Loki contorcer-se violentamente, gerando tremores de terra.
A deusa é mencionada várias ocasiões em kennings e por duas vezes na condição de deusa. Sigyn é também reportada na Cruz Gosforth datada do século X, e a sua mais antiga menção provém do poema escáldico Haustlǫng do século IX que está preservado na Eda em prosa, o que sugere que se trata de uma antiga deusa germânica e não uma criação recente.

## Etimologia
A etimologia do nome é incerta, mas assume-se que o termo Sigyn é um composto formado pelas palavras (em nórdico antigo) sigr que significa "vitória" e vina, "amiga", o que, portanto, significa literalmente "amiga da vitória". Outro nome a ela atribuído é Sigunn.

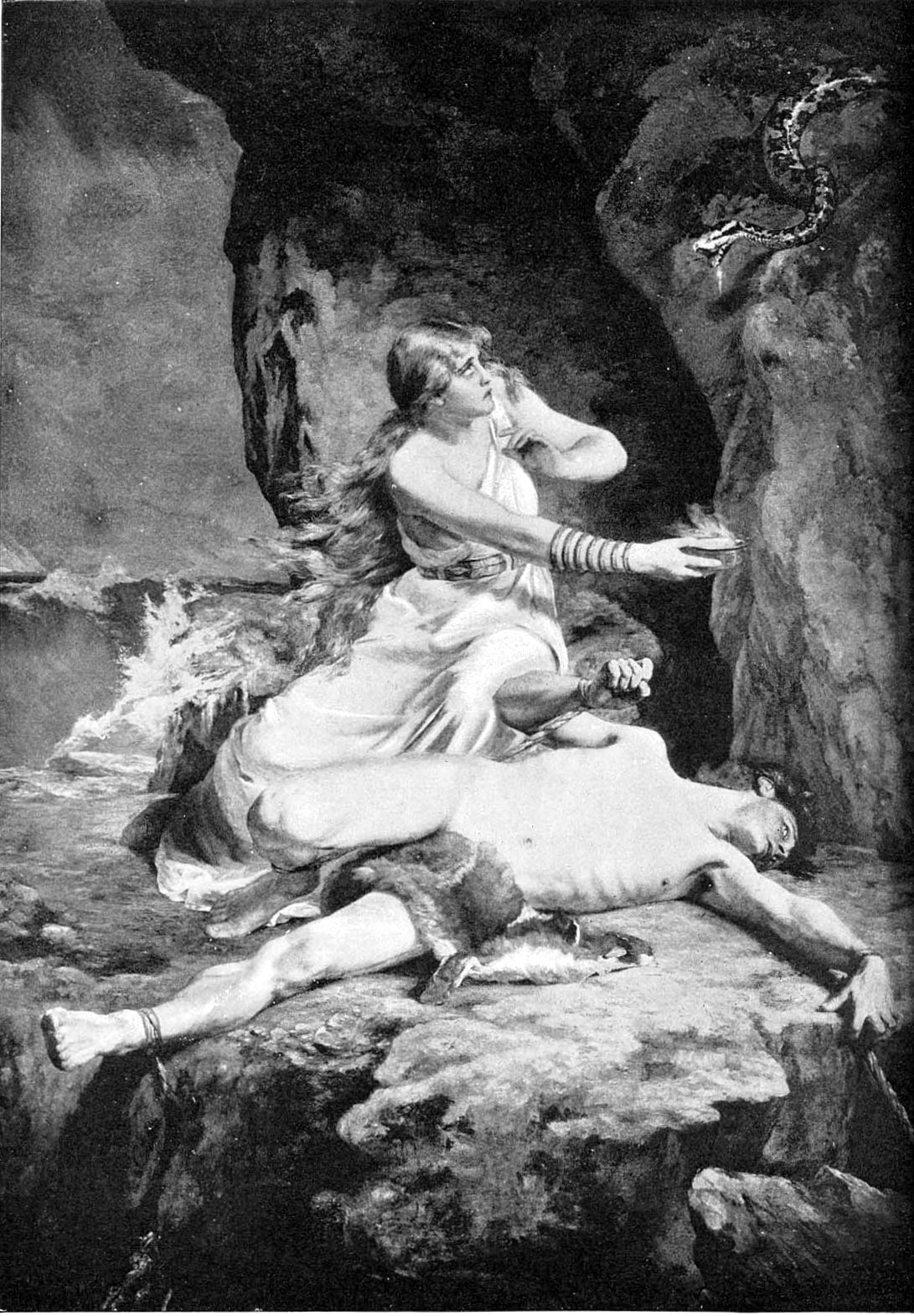
Loki and Sigyn (1892) de Karl Franz Eduard von Gebhardt

## Características
Conforme o epílogo do poema Eda Lokasenna e Völuspá 35, Sigyn é referida como esposa do deus das travessuras, Loki. Na Eda em prosa, Sigyn é mencionada no capítulo 33 da parte Gylfaginning que para além de mulher de Loki é ainda mãe de Nari ou Narfi. O capítulo 16 da parte Skáldskaparmál, um kenning (tipo de circunlóquios próprios da poesia nórdica) acaba por designar Loki como "marido de Sigyn".
Sigyn surge como um Asyne apenas na Eda de Snorri Sturluson. Na parte Skáldskaparmál é citada entre os Asynes que compartilham um banquete como festejo pela visita do gigante Ægir. É também mencionada como Asyne nos poemas Nafnaþulur preservados na Eda de Snorri.
O poema escáldico Haustlǫng atribuído a Tiodolfo de Hvinir é datado do século IX, preservado em Eda em prosa, no qual o autor emprega na sétima estrofe um Kenning referente a Sigyn para descrever Loki como seu suplício: farmr Sigvinjar arma (peso nos braços de Sigyn) o que comprova a antiguidade da deusa e do mito associado.

## Atestação

### Eda em verso

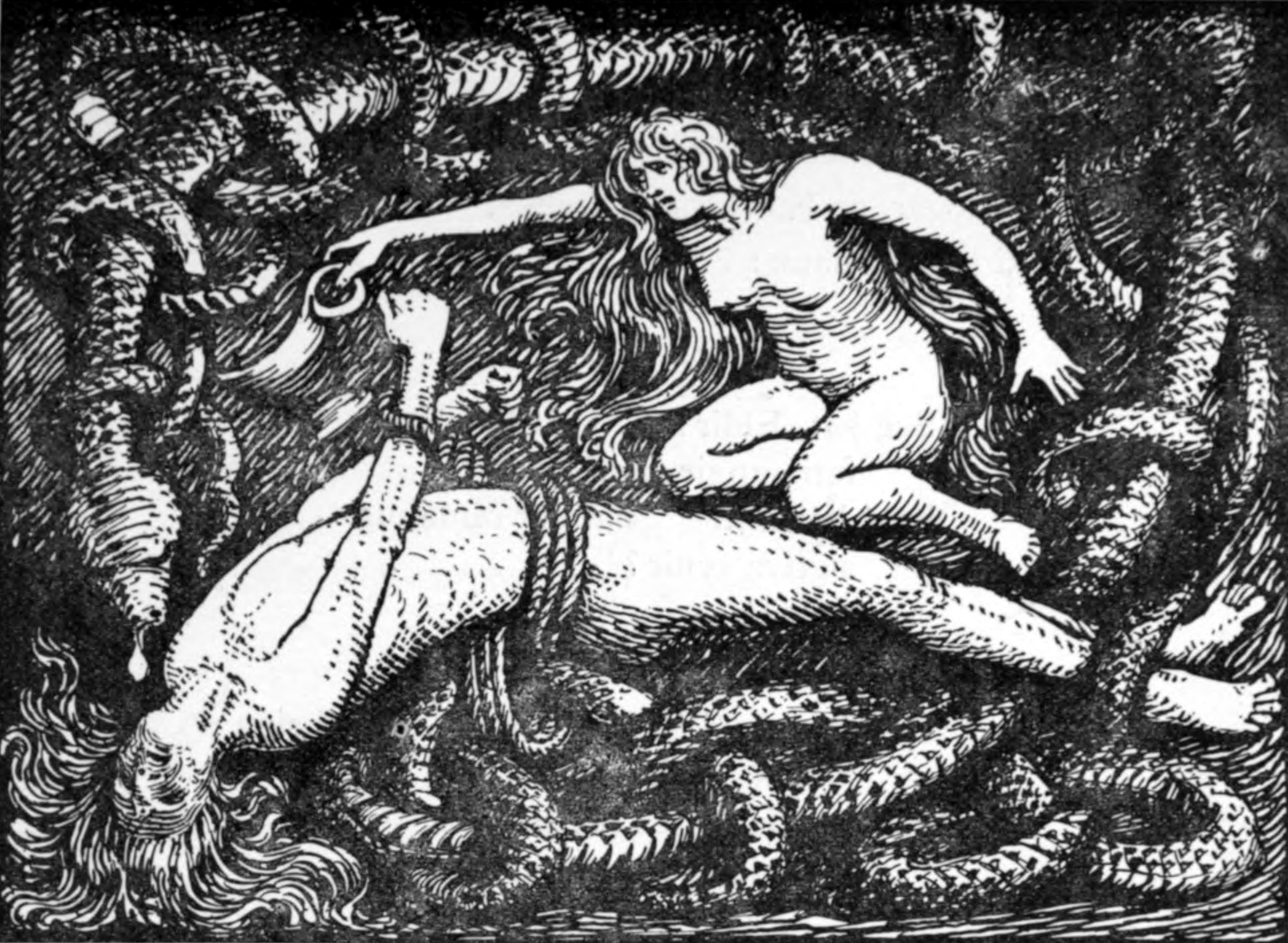
Loki acorrentado (motivo da Cruz de Gosforth) de W.G. Collingwood

Na estrofe 35 do poema Völuspá de Eda em verso uma völva diz a Odin, entre muitas outras coisas, que vê Sigyn sentada e bastante infeliz com o seu marido acorrentado, Loki, num "bosque de fontes termais". Sigyn é mencionada numa segunda (e última) vez no final da secção em prosa do poema Lokasenna. Neste, o deus do mal Loki profere insultos contra os principais Æsir durante um banquete. O epílogo conta que, após tal comportamento, Loki esconde-se numa cascata e metamorfaseia-se num salmão. No poema, os Æsir encontram Loki e amarram-no com as vísceras do seu próprio filho Nari; o seu outro filho, Váli, é descrito como tendo sido transformado num lobo, e a deusa Skadi amarra uma serpente venenosa em cima do rosto de Loki, sobre o qual o veneno respinga. Sigyn é novamente descrita como esposa de Loki, que segura um recipiente sob o veneno que verte. A vasilha fica cheia e ela desvia o recipiente do gotejamento, não conseguindo impedir que o veneno continue a cair sobre Loki, fazendo-o contorcer-se de um modo tão violento que terramotos acabam por assolar todo o planeta.

### Eda em prosa
O suplício de Loki é descrito no capítulo 50 na parte Gylfaginning da Eda em prosa. A menção a Sigyn repete-se em Skáldskaparmál. Em Gylfaginning, Sigyn é introduzida no capítulo 31, onde se apresenta como a esposa de Loki, cujo filho tem o nome de "Nari ou Narfi". Sigyn é mencionada novamente em Gylfaginning no capítulo 50, no qual a descrição destes eventos diferem da do Lokasenna; nele, os motivos que conduzem à punição de Loki advêm do facto deste ter orquestrado o assassinato do deus Balder e tê-lo impedido de regressar dos mortos, Helheim. Neste capítulo, o autor descreve de forma mais detalhada a captura de Loki metamorfoseado em salmão, escondido numa cascata. Para além de Loki, os deuses capturam também os seus dois fihos, indicados como Váli, descrito como um filho de Loki e "Nari ou Narfi", este último anteriormente descrito como também filho de Sigyn. Váli é transformado num lobo pelos deuses e mutila o seu irmão "Nari ou Narfi". As entranhas de "Nari ou Narfi" foram utilizadas para atar Loki a três pedras, e acabam por se converter em ferro. No entretanto, Skadi coloca uma serpente em cima de Loki. Sigyn fica junto a ele e segura uma tigela para recolher o veneno do gotejamento. Porém, quando o recipiente enche, Sigyn vai despejar o veneno. Como resultado, Loki é descrito com tendo atos de contorcionamento de tamanha violência que faz tremer o planeta, e este processo repete-se até que por fim Loki consegue libertar-se, dando início à marcha de Ragnarök.
Sigyn é apresentada enquanto deusa, uma Ásynja, na Eda em prosa no livro Skáldskaparmál, onde os deuses realizam uma grande celebração em correspondência à visita de Ægir, e nos kennings de Loki: "marido de Sigyn", "a carga [Loki] dos grilhões encantados nos braços [de Sigyn])", e numa citação do século IX de Haustlöng, "o fardo nos braços de Sigyn". A menção final de Sigyn em Skáldskaparmál encontra-se na lista de ásynjur na parte anexa Nafnaþulur, capítulo 75.

## Registro arqueológico

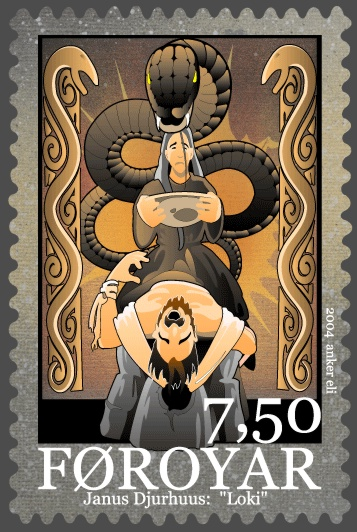
Selo das Ilhas Feroe representando o suplício de Loki, em homenagem ao poema Loki de Janus Djurhuus

A Cruz de Gosforthde de meados do século XI, localizada na Cúmbria, Inglaterra, tem sido interpretada como objeto de várias figuras da mitologia nórdica. A parte inferior do lado oeste da cruz conta com uma representação de uma mulher com longos cabelos, uma figura ajoelhada segurando um objeto por cima de outra figura prostrada e amarrada. A cima e à esquerda, uma serpente nodosa. Esta tem sido interpretada como Sigyn tranquilizando Loki subjugado. Esta cena lembra uma outra representação escultórica, na qual Cristo na cruz é assistido por Maria Madalena. Este é um exemplo de sincretismo entre religião nórdica pagã e o cristianismo; aqui foram usados mitos pagãos para estabelecer os conceitos cristãos para uma população cristianizada e certamente versada por lendas pagãs nórdicas.

## Teorias
O nome de Sigyn é referido como nome pessoal feminino noutras fontes nórdicas antigas (antigo nórdico Sigr que significa 'vitória' e vina que significa 'amiga'), e em fontes remanescentes a deusa é essencialmente associada a uma só função. Sigyn aparece no poema escáldico do século IX Haustlöng da época pagã, escrito pelo escaldo Tiodolfo de Hvinir. Devido a esta temperana relação com Loki, Sigyn foi teorizada como deusa que remonta a uma antiga forma de paganismo germânico.

## Influência moderna
A cena de Sigyn auxiliando Loki tem sido representada em várias pinturas, entre elas "Loke och Sigyn" (1850) por Nils Blommér, "Loke och Sigyn" (1863) por Mårten Eskil Winge, "Loki och Sigyn (1879) por Oscar Wergeland e a ilustração "Loki und Sigyn; Hel mit dem Hunde Garm" (1883) por K. Ehrenberg. O nome de Sigyn é atribuído a vários objetos e lugares na atualidade, como o trigo de Inverno norueguês, cujas variedades são denominadas Sigyn I e Sigyn II, uma personagem da Marvel Comics com o mesmo nome (1978), e a embarcação sueca MS Sigyn, que transporta combustivel nuclear nomeado em alusão a Sigyn segurando uma taça debaixo do veneno que goteja sobre Loki, e o ártico Glaciar Sigyn.